# Parafia Pierwszych Polskich Męczenników w Poznaniu
Parafia pw. Pierwszych Polskich Męczenników w Poznaniu – parafia rzymskokatolicka znajdująca się w archidiecezji poznańskiej w dekanacie Poznań-Rataje. Erygowana została w 1980. Siedziba parafii mieści się na Osiedlu Tysiąclecia.

## Historia
Pierwotnie mieszkańcy wsi, a później przedmieścia Chartowo przynależeli do parafii pw. św. Jana Jerozolimskiego za murami na Komandorii. Potrzeby duszpasterskie zaspokajała kaplica w domu zakonnym sióstr urszulanek szarych przy obecnej ul. Chartowo. Sytuacja zmieniła się wraz z rozpoczęciem w latach 60. XX wieku budowy nowej dzielnicy mieszkaniowej "Rataje". W 1974 podjęto prace przy budowie osiedli w ramach tzw. Górnego Tarasu Rataj (jako pierwsze powstało osiedle Lecha). W przeciągu kilku lat powstały na obszarze Chartowa cztery wielkie osiedla. W międzyczasie ks. abp Antoni Baraniak, metropolita poznański, nadał kaplicy zakonnej prawa kaplicy publicznej oraz utworzył ośrodek duszpasterski pw. Pierwszych Polskich Męczenników. W 1976 roku władze kościelne podjęły decyzję o rozpoczęcie starań w zakresie uzyskania zgody na budowę kościoła w centrum osiedli na Chartowie oraz postawienia na każdym  osiedlu pawilonu katechetycznego. 7 stycznia 1980 roku władze komunistyczne wydały zgodę jedynie na budowę domu katechetycznego. Niezwłocznie podjęto prace budowlane. Obiekt w zamierzeniu miał tymczasowo zawierać kaplicę oraz pomieszczenia duszpasterskie, a w przyszłości miał zostać przekształcony w kościół parafialny. 16 grudnia 1980 roku ks. abp Jerzy Stroba na miejscu dotychczasowego ośrodka duszpasterskiego erygował samodzielną parafię. Pierwszym proboszczem został ks. Mieczysław Radziejewski. 
W kolejnych latach postępowały prace przy budowie obiektu katechetyczno-sakralnego - docelowo kościoła. 13 listopada 1985 roku dokonano aktu wmurowania kamienia węgielnego. W efekcie powstał jeden budynek przedzielony na część duszpasterską i kościół. Uroczystego poświęcenia kościoła dokonał w 2005 roku ks. abp Stanisław Gądecki.
W międzyczasie władze kościelne erygowały nowe parafie - oddzielne dla każdego osiedla tzw. Górnego Tarasu Rataj:
- 1984: parafia św. Łukasza Ewangelisty na osiedlu Rusa,
- 1990: parafia Chrystusa Najwyższego Kapłana na osiedlu Lecha,
- 1992: parafia św. Marka Ewangelisty na osiedlu Czecha.

## Współczesność
Obecnie (2015) parafia przynależy do dekanatu Poznań-Rataje. Terytorialnie obejmuje mieszkańców osiedla Tysiąclecia oraz ulic: Wołkowyska, Słonimska, Inflancka. Proboszczem parafii od 2022 roku jest ks. Tomasz Kulka. 